# ディファレンシャルGPS

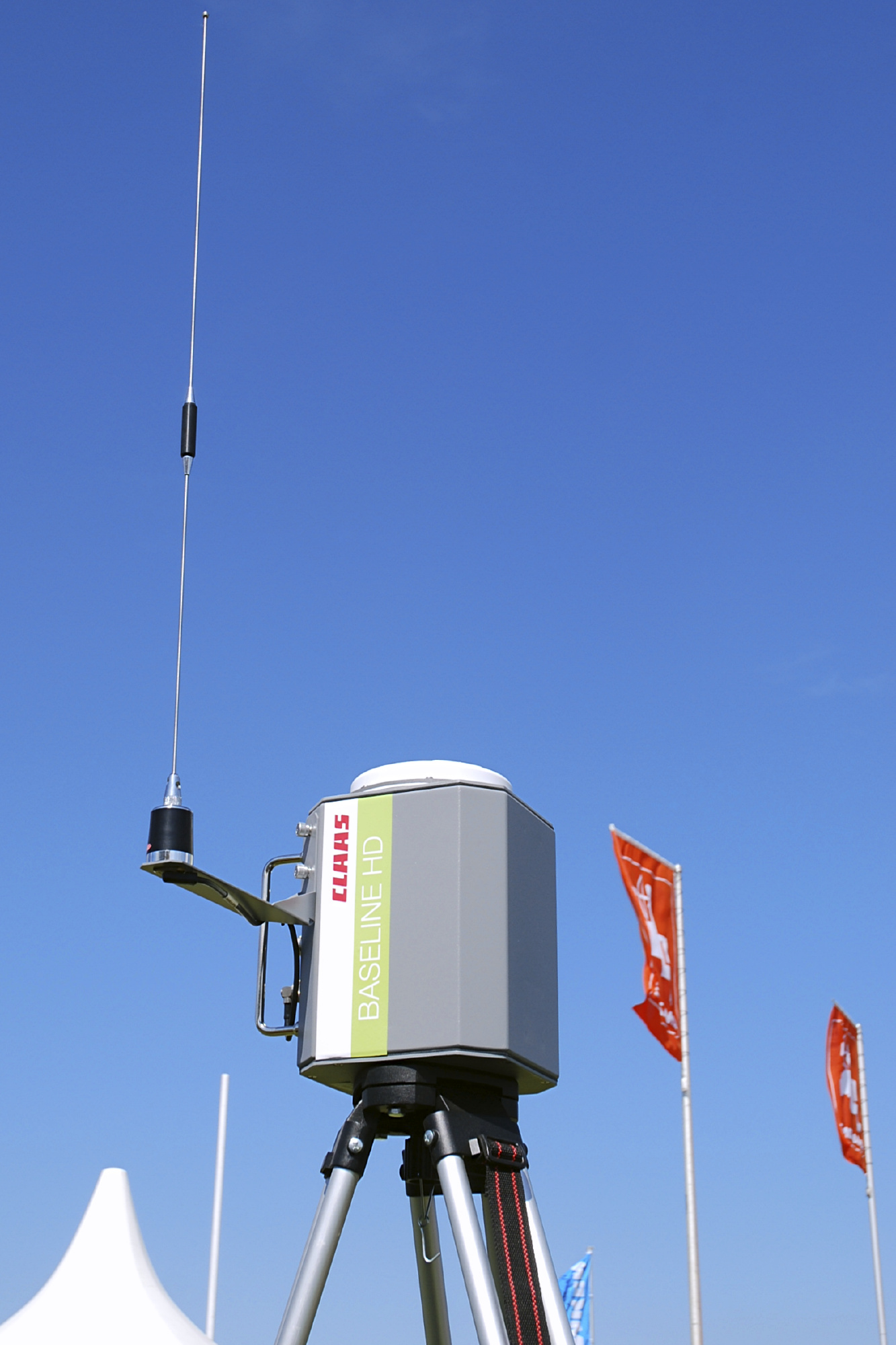
CLAAS社のトランスポータブルDGPS基準局「ベースラインHD」は、現代農業の衛星支援ステアリングシステムで使用されている

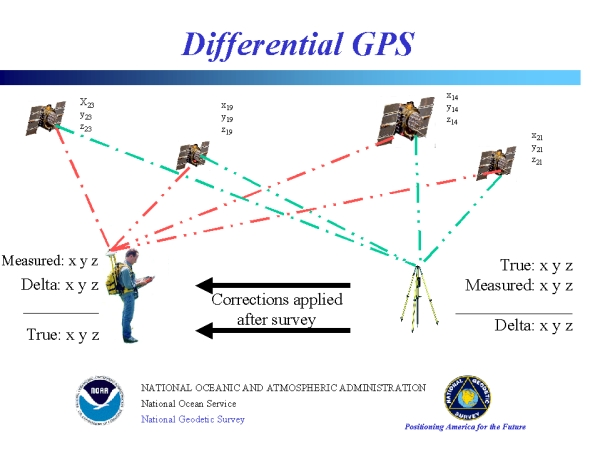
ディファレンシャルGPSの方式

ディファレンシャルGPS（英語: Differential Global Positioning Systems (DGPSs)）は、全地球航法衛星システム(GNSS)から利用可能な位置データを補完および強化する。GPS用のDGPSは、15メートル (49 ft)から 1–3センチメートル (1⁄2–1+1⁄4 in)。
DGPSは、固定位置の地上ベースの基準局のネットワークで構成され、各基準局は、精度の高い既知の位置と精度の低い衛星派生位置の差を計算する。基準局はこのデータをローカルにブロードキャストする。－ 通常は短距離の地上ベースの送信機を使用する。非固定(モバイル)受信機は、これを利用して同じだけ位置を補正し、精度を向上させる。
アメリカ沿岸警備隊(USCG)とカナダ沿岸警備隊(CCG)は、それぞれアメリカとカナダの主要な水路や港湾の近くで285kHzから325kHzの長波無線周波数でDGPSを運用している。USCGのDGPSはNDGPS(Nationwide DGPS)と名付けられ、沿岸警備隊とアメリカ国防総省のアメリカ陸軍工兵司令部(USACE)によって共同管理され、アラスカ、ハワイ、プエルトリコを含む米国の内陸部と沿岸部全体にある放送サイトで構成されている。その他の国には独自のDGPSがある。
地上の送信機の代わりに軌道上の衛星から補正を送信する同様のシステムは、広域DGPS(WADGPS)地上型衛星航法補強システム(GBAS)と呼ばれる。

## 日本
日本国内では海上保安庁の中波ビーコンにより補正情報が送信されていたが、「GPS精度の向上」、「衛星等による別の補正システムの運用開始」、「2019年（平成31年）4月7日に発生するロールオーバーによる信頼性が保証できない」を理由として、2019年（平成31年）3月1日正午をもって廃止となった。